# Les Muntanyetes
Les Muntanyetes és una muntanya de 1.374 metres que es troba entre els municipis de Sant Jaume de Frontanyà i de la Pobla de Lillet, a la comarca catalana del Berguedà.